# Julie Ertz
Julie Beth Eartz, nascuda Johnston, (Mesa, Arizona; 6 d'abril de 1992) és una defensa de futbol internacional amb els Estats Units, amb els que ha jugat 39 partits i marcat 8 gols des del 2013, guanyat el Mundial 2015. Va ser nomenada Rookie del any de la NWSL al 2014.

## Trajectòria
| Temporades  | Lliga             | Club                | P  | G  | Actualitzat |
| ----------- | ----------------- | ------------------- | -- | -- | ----------- |
| 2010 - 2013 | D2                | Santa Clara Broncos | 79 | 31 |             |
| 2014 - act. | D1                | Chicago Red Stars   | 46 | 02 | 19/11/2016  |
|             |                   |                     |    |    |             |
| 2012        | Selecció sub-20   | Selecció sub-20     |    |    |             |
| 2013 - act. | Selecció absoluta | Selecció absoluta   | 45 | 08 | 13/11/2016  |

## Palmarès
| Títols — Seleccions nacionals            |
| 1 Mundial                                |
| 0 1 Copa d'Or                            |
| 1 Mundial sub-20                         |
| 0 1 Copa d'Or sub-20                     |
| 1 Torneig Quatre Nacions                 |
| 1 Copa d'Algarve                         |
| 1 Copa SheBelieves                       |
| Títols — Clubs                           |
|                                          |
| Reconeixements — Premis                  |
| Millor jugadora jove                     |
| Millor debutant a la Lliga Professional  |
| Reconeixements — Seleccions de jugadores |
| Onze ideal de la Lliga Professional      |